# Varronia portoricensis
Varronia portoricensis är en strävbladig växtart som först beskrevs av Spreng., och fick sitt nu gällande namn av Feuillet. Varronia portoricensis ingår i släktet Varronia och familjen strävbladiga växter. Inga underarter finns listade i Catalogue of Life.